# I Think We're Alone Now (film)
I Think We're Alone Now è un film del 2018 diretto da Reed Morano.
Film di fantascienza con protagonisti Peter Dinklage e Elle Fanning.

## Trama
Del vive da solo in una piccola città dopo che un evento apocalittico non specificato ha ucciso la popolazione umana. Credendo di essere l'ultimo uomo sulla Terra, Del ha iniziato a condurre un'esistenza pacifica nella sua città natale, vivendo nella biblioteca dove lavorava e trascorreva la giornata a ripulire le case delle persone e seppellire i morti.
Una notte viene svegliato dai fuochi d'artificio. Il giorno seguente scopre una giovane donna, di nome Grace, incosciente nella sua auto che ha avuto un incidente d'auto mentre era ubriaca. Inizialmente, Del non è ospitale nei confronti della donna, che lo spinge a lasciarla stare. Quando la donna decide di andarsene, Del le propone un periodo di prova nel caso in cui abbiano bisogno l'uno dell'altro.
Grace è una presenza rumorosa che rovina l'armoniosa routine che scandiva le giornate di Del. Quest'ultimo si abitua con riluttanza, facendo da mangiare e insegnandole i suoi metodi per ripulire le case dei morti. Quando Grace trova un cane, Del lo tratta con amore e attenzione ma dopo che il cane lo morde, abbandona il cane che scappa. Quando ammette tutto a Grace, ella è furiosa e gli ricorda che nella sua vita precedente, era una persona amata e felice. Del si pente per aver abbandonato il cane e le mostra la serra, chiedendole di continuare a pulire le case dei morti con lui.
Durante uno dei suoi viaggi alla ricerca di case, Grace si imbatte in una casa che non è stata ancora pulita e che Del si rifiuta di pulire. Si rende conto che appartiene alla famiglia di Del. Grace e Del puliscono la casa e seppelliscono il corpo della madre. Successivamente, Grace informa Del che ha qualcosa da dirgli, ma evita di affrontare direttamente l'argomento e lo bacia.
La mattina seguente Del si sveglia nella casa che Grace ha usato ed è sorpreso di sentire le voci al piano di sotto. Incontra due nuovi sopravvissuti, Patrick e Violet, che si presentano come i genitori di Grace. Si viene a sapere che esistono migliaia di sopravvissuti all'apocalisse che hanno formato una comunità. Poiché Del non ha mai lasciato la sua città, non ne è mai venuto a conoscenza.
Del è sconvolto e se ne va, ma Grace lo insegue e lo prega di tenerla con sé affermando che la coppia non sono i suoi veri genitori e che è stata costretta ad accoppiarsi con loro quando era nella comune di sopravvissuti in California. Del la ignora e se ne va. Patrick visita Del in biblioteca dove lo esorta a venire con loro, suggerendo diversi esperimenti che si verificano in California, incentrati sulla mente.
Poco dopo, Grace lascia la coppia e Del ritorna al suo stile di vita solitario, sebbene sia ora devastato dalla solitudine. Non più in grado di vivere da solo, Del abbandona la sua piccola città e si dirige verso l'indirizzo che Patrick gli ha lasciato, sperando di trovare Grace. Del si intrufola nella casa di Grace per vederla e mentre è lì vede che Grace ha subito un intervento di modifica del comportamento per cancellare il trauma persistente causato dalla perdita della sua famiglia. Mentre Del e Grace stanno cercando di scappare, Patrick tenta di fermarli, spiegando che l'unico modo per la razza umana di andare avanti è dimenticare il passato e ciò che tutti hanno perso. Grace va nel panico e gli spara. Violet non è arrabbiata perché ricorda ancora la sua vita precedente e la figlia che ha perso, nonostante le modifiche comportamentali a cui è stata sottoposta. Del e Grace trovano la città popolata da sopravvissuti inquietanti e felici, tutti beati e volontariamente ignoranti del loro trauma passato. Del e Grace lasciano la città con l'intento di tornare nella piccola città di Del.

## Produzione
Gran parte delle riprese sono state effettuate nello stato di New York, comprese le città di Hastings-on-Hudson e Haverstraw.

## Distribuzione
La pellicola è stata presentata in anteprima al Sundance Film Festival il 21 gennaio 2018.

## Accoglienza

### Critica
La pellicola è stata ben accolta dalla critica. Sul sito Rotten Tomatoes ha ottenuto l'63% delle recensioni professionali positive con un voto medio di 6,3 su 10, basato su 41 recensioni.